# Río Kwai Yai
El Kwaï Yai o Khwae Yai, en thaï แม่น้ำแควใหญ่, que significa « gran afluente », o también Sí Sawat, en thaï แม่น้ำศรีสวัสดิ์, es un río del Oeste de Tailandia.

## Geografía
Su curso de aproximadamente 380 km  atraviesa el sur de la provincia de Tak, después los distritos de Sangkhla Buri, de Sí Sawat y de Mueang en la provincia de Kanchanaburi, antes de su confluencia con el Kwaï (o Khwae Noi) para formar el río Mae Klong en el bajo-distrito de Pak Phraek.
El célebre puente de la línea Siam-Birmania atraviesa la Kwaï Yai en el bajo-distrito de Tha Makham (distrito de Mueang). Su construcción fue (poco fielmente) descrita en El Puente del río Kwaï de Pierre Boulle y su adaptación cinematográfica.
Antes de los años 1960, el Kwaï Yai no poseía nombre específico y constituía simplemente una parte del Mae Klong.